# Friedrich Rehm

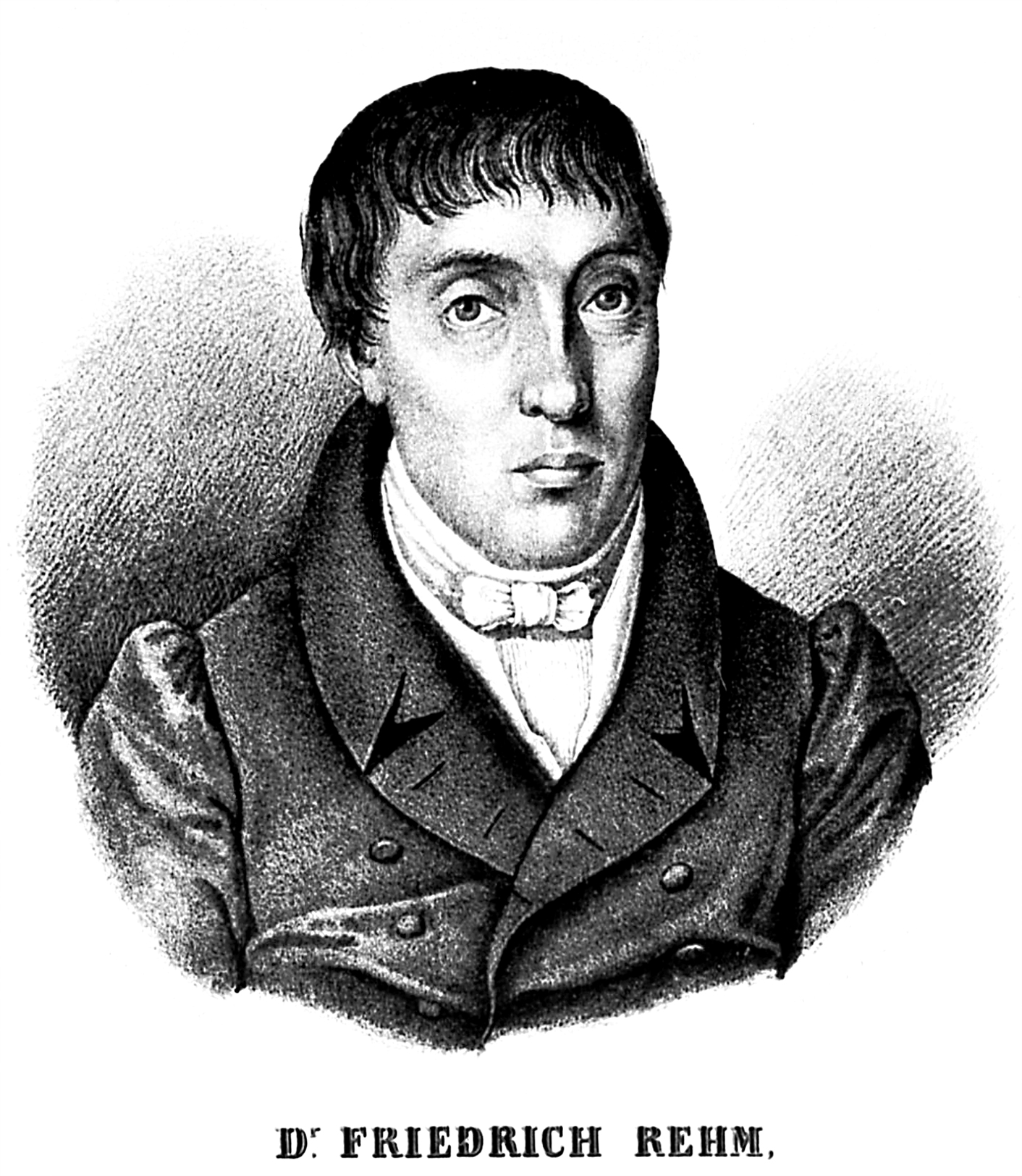
Friedrich Rehm, vor 1835

Friedrich Rehm (* 27. November 1792 in Immichenhain, Kreis Ziegenhain; † 5. November 1847 in Kassel) war ein deutscher Historiker und Hochschullehrer.

## Leben
Rehm wurde als Sohn eines Pfarrers geboren. Er wurde von diesem und seinem Onkel unterrichtet, so dass er 1808, mit sechzehn Jahren, die Marburger Universität besuchen durfte, ohne dass er je ein Gymnasium besucht hatte. Obwohl er für Theologie eingeschrieben war, befasste er sich intensiv mit Geschichte. Zu seinen Lehren gehörten unter anderen Albert Jakob Arnoldi, Andreas Leonhard Creuzer, Karl Wilhelm Justi, Wilhelm Gottlieb Tennemann und Ludwig Wachler. Mit 19 Jahren trat er nach bestandenen Prüfungen eine Hauslehrerstelle an, mit der er allerdings unzufrieden war, weil er lieber weiter Geschichte studieren wollte. 1812 nahm er an der Georg-August-Universität Göttingen dieses Studium auf. 1814 erhielt er eine Berufung an die Hessische Stipendiatenanstalt, an der er die Studien der dortigen Theologiestudenten leitete. Im April 1815 wurde er zunächst zum Dr. phil. promoviert. Im selben Monat habilitierte er sich für Philosophie. Bereits 1818 wurde er zum außerordentlichen Professor, am 26. September 1820 zum ordentlichen Professor der Geschichte an der Marburger Universität ernannt. Gleichzeitig wurde er dritter Universitätsbibliothekar. Neben diesen Tätigkeiten leitete er 1827/28 und 1834/35 als Prorektor der Universität, außerdem Mitglied der Universitätsversammlung sowie Ausschussmitglied der Stadt Marburg, wofür er 1834 zum Ehrenbürger der Stadt ernannt wurde. Auch vertrat er zwischen 1840 und 1847 die Landesuniversität als Abgeordneter. 1825 wurde er zweiter, 1827 erster Universitätsbibliothekar.
Er vertrat bei den Kontroversen um die Anstellung von Joseph Rubino und Joseph Hoffa als Professoren den Standpunkt, dass Juden aufgrund ihrer Eigenständigkeit als Volk keine Staatsbürger und somit keine Professoren sein konnten.
Rehm war Mitglied der Freimaurerloge Marc Aurel zum flammenden Stern in Marburg.

## Schriften (Auswahl)
- Lehrbuch der historischen Propädeutik und Grundriss der allgemeinen Geschichte. Marburg 1830
- Handbuch der Geschichte des Mittelalters.
  - Band 2: Von der Thronbesteigung der Abbassinen und der Erneuerung des abendländischen Kaiserthums bis auf das Emirat der Seldschuken, den Investiturstreit und die Kreuzzüge. Marburg 1824  (Volltext).
  - Band 2, Teil 2: Geschichte des Morgenlandes. Mit zehn Stammtafeln. Kassel 1833 (Volltext).
  - Band 3: Das Zeitalter der Kreuzzüge, Kassel 1831 (Volltext).
  - Band 4, Teil 1: Geschichte der deutschen und italienischen Staaten bis zum Ende des Mittelalters. Kassel 1837 (Volltext).
  - Band 4, Teil 2: Geschichte der westlichen, nördlichen und östlichen Staaten Europas bis zum Ende des Mittelalters. Mit zehn Stammtafeln. Kassel 1838
  - Band 4, Teil 3: Geschichte des Morgenlandes bis zum Ende des Mittelalters. Kassel 1839 (Volltext).
- Geschichte des Mittelalters seit den Kreuzzügen.
  - Band 2, Teil 3: Geschichte des Morgenlandes bis zum Ende des Mittelalters. Kassel 1839 (Volltext).